# 온센타마고

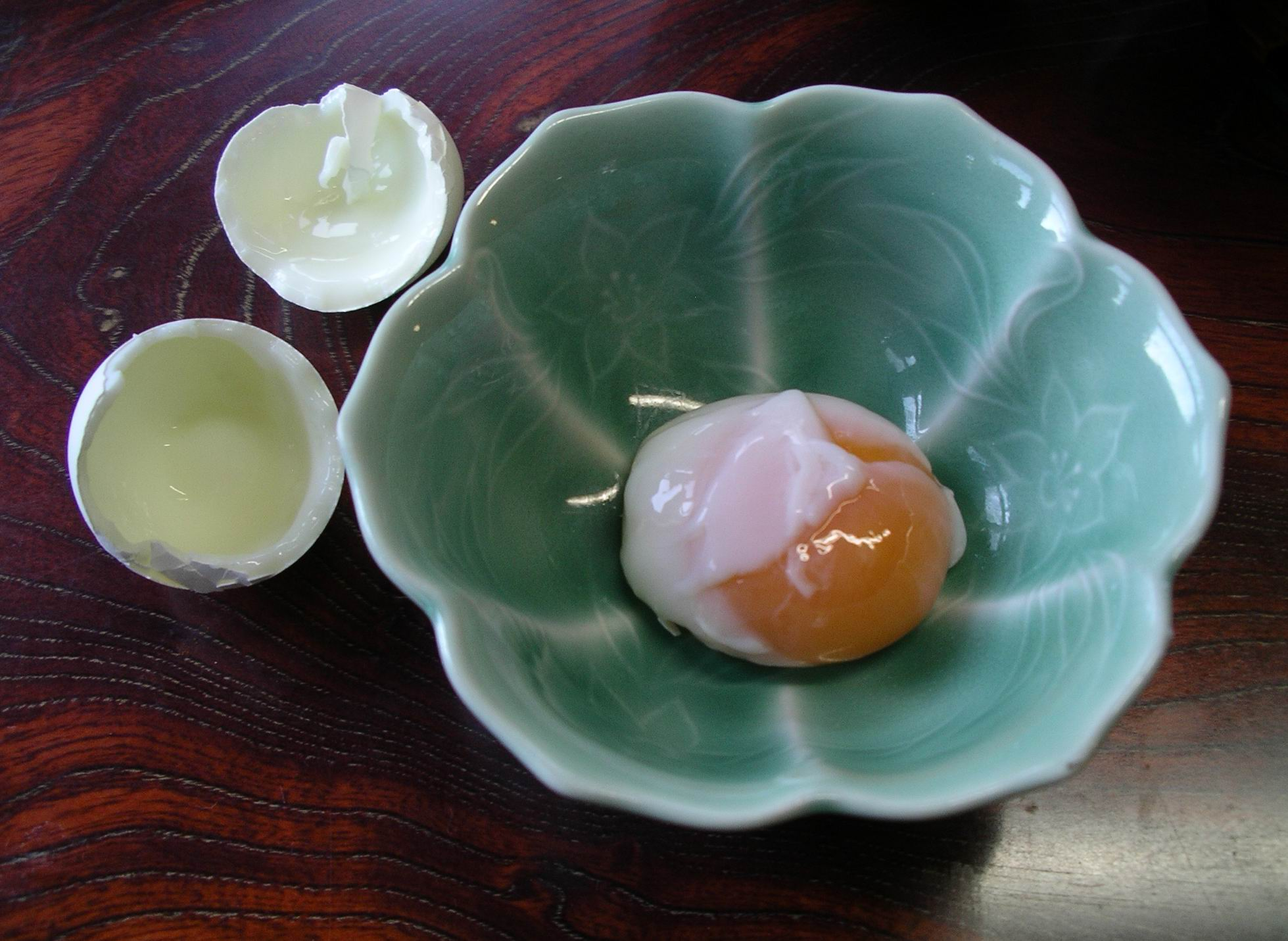
온센타마고

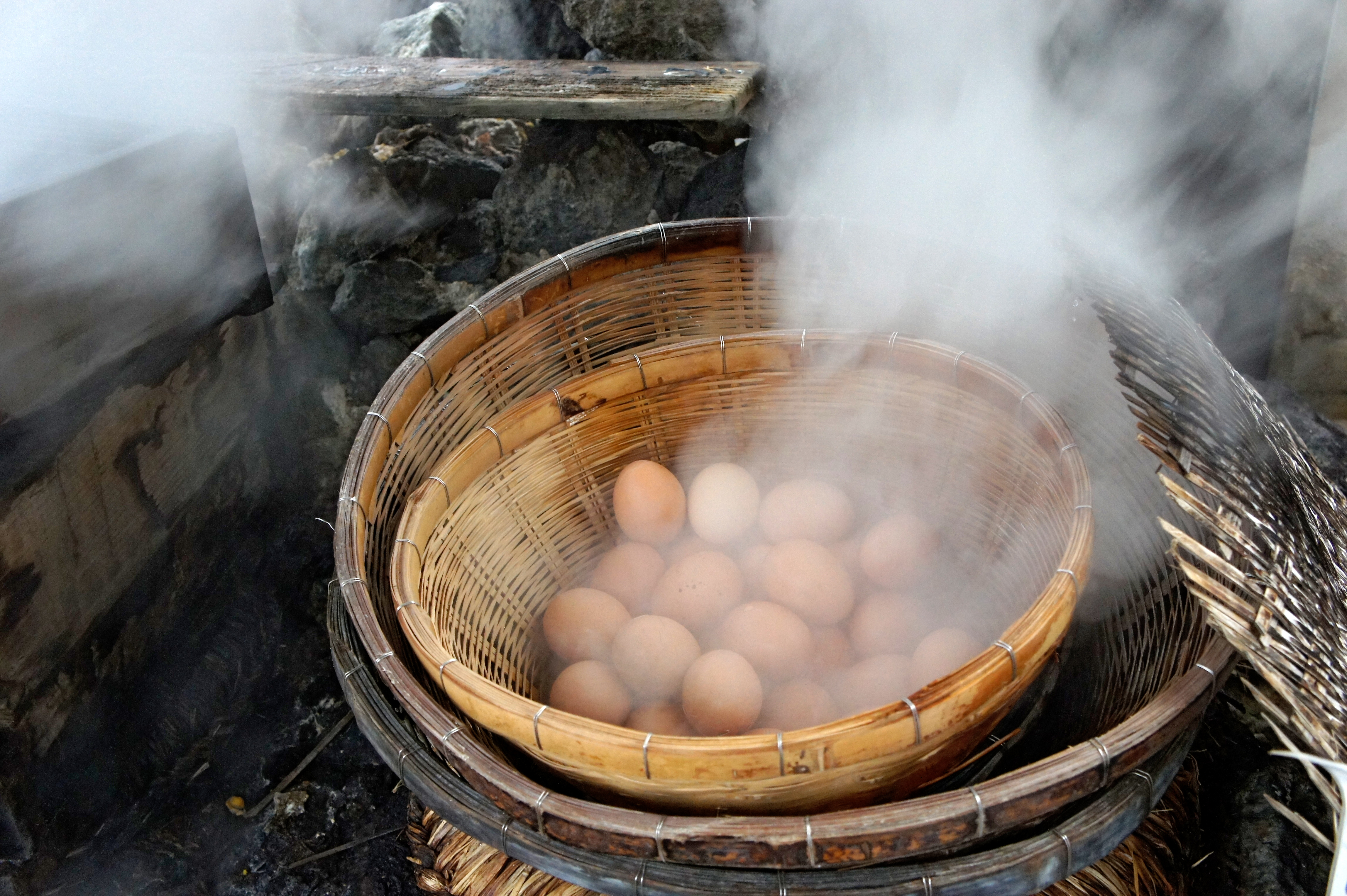
증기로 만드는 온센타마고

온센타마고(일본어: 温泉卵→온천 달걀)는 일본의 달걀 요리로, 노른자 부분은 반숙, 흰자 부분은 반 응고 상태의 삶은 달걀이다. 온천의 물이나 증기를 이용하여 삶거나 쪄서 만들며, 사실 온천물에 찐 달걀이라면 반숙 여부에 관계 없이 온센타마고라 불리기도 한다. 날달걀은 집으면 깨지지 않지만, 온센타마고는 깨진다.

## 상세
온센타마고는 노른자보다 흰자가 부드러운 상태인 것이 특징이다. 이는 노른자가 응고하는 온도 (70 °C)가 흰자가 응고하는 온도 (80 °C)보다 낮은 성질을 이용해 만들어진 것으로, 65~68 °C의 뜨거운 물에 30분 정도 담가두면 이 같은 상태가 된다. 반대로 노른자를 부드럽게 해두고 달걀 흰자를 굳힌 것을 반숙 달걀이라 부르는데 두 명칭이 혼동되는 경우도 있다. 온천수의 온도가 이 범위에 근접하다면 그 온천수에 담가 두는 것만으로 온센타마고를 만들 수 있기 때문에, 일본에서는 온천 여관 등에서 식탁에 올리는 경우가 많으며, 여기서 '온센타마고'란 이름이 유래된 것으로도 보인다.
온센타마고는 미리 껍질을 깨서 그릇에 넣고, 국물과 간장으로 맛을 낸 다시간장을 뿌려서 제공되는 경우가 많다. 또 국수나 덮밥 등에 얹어먹기도 한다. 온센타마고는 날달걀과 삶은 달걀, 구운 달걀 등에 비해 소화 흡수에 뛰어나다.
일본에서는 온센타마고 전용으로 '온센타마고 제조기'가 시중에 판매되고 있다. 업무용으로 판매하는 온센타마고 메이커는 본체에 그물바구니를 넣어 전기방식으로 돌리며, 한번에 수십개를 조리할 수 있다. 다만 굳이 제조기를 따로 살 것이 아니라 보온성을 지닌 스티로폼 용기를 이용해 만들 수도 있으며, 보온밥솥을 써서 물을 쓰지 않고 만드는 것도 가능하다. 심지어 전자레인지를 돌려 온센타마고를 만들기도 하지만 재가열을 해야하는 등 기본 기능에서 어긋난 조리법을 써야 하며 문제가 발생할 수도 있다.
반숙이라는 점 때문에 식중독을 우려할 수도 있으나, 달걀 식중독의 원인이 되는 살모넬라균은 70 °C 이상에서는 생존하지 못하고, 62~65 °C에서는 30분 이내에 사멸한다. 그래서 온센타마고를 먹고 식중독에 걸릴 위험은 낮다. 다만 일본 외식업계에서는 혹시 모를 여름철 식중독 위험을 예방하기 위해 가열 처리된 달걀을 쓰는 경우가 많다. 특히 큐피 사에서 개발한 반숙 달걀 제품이 유명하며 요시노야 등의 외식 체인점에는 여름에도 테이크아웃이 가능한 반숙 달걀을 이것으로 대체하고 있다.

## 일본 온천의 온센타마고

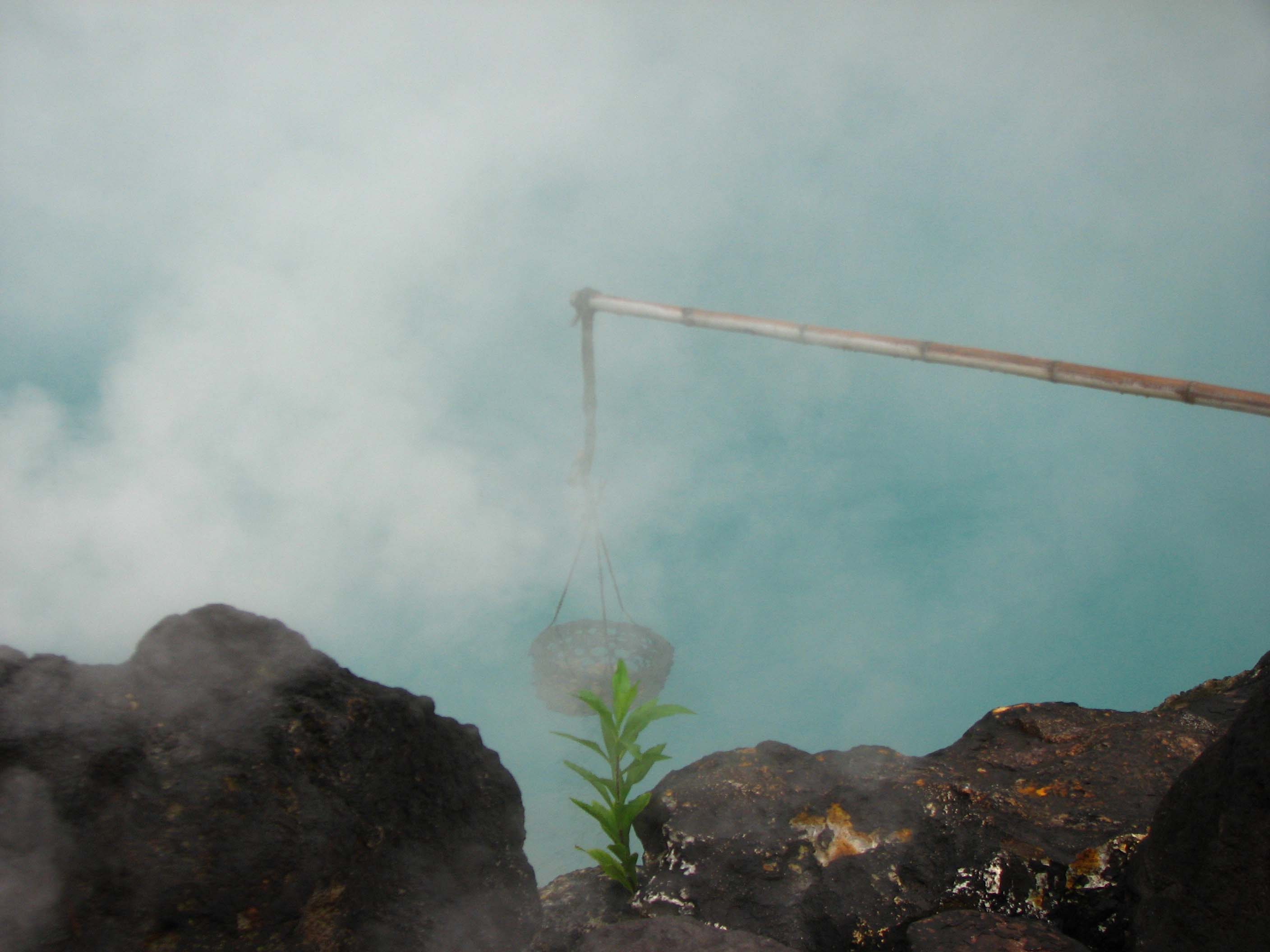
벳푸 온천의 바다지옥에서 삶고 있는 온센타마고

일본의 여러 온천에서는 온천 증기나 온수로 달걀을 삶는 모습을 시연하고 판매하며, 일본 온천의 명물이기도 하다. 이때 온천수에 삶거나 증기에 찐 달걀은 반숙인지는 상관 없이 그냥 온센타마고라고 부른다. 온천수에 염화성분이 들어있는 곳이면 달걀 자체에 짠맛이 스며들어 있는 경우도 있다.
다음은 일본의 대표적인 온센타마고이다.
- 라듐타마고 (ラジウム玉子) - 일본 후쿠시마현 후쿠시마시의 이이자카 온천에서 만드는 온센타마고. 온천수에서 라듐 성분이 확인된 곳은 일본 내에서 이곳이 처음이었기에 라듐 달걀이라 부른다. 야마가타현 요네자와시의 오노가와 온천에서도 온천수에 라듐 성분이 있기 때문에 라듐 달걀이라 불린다. 온천가에는 라듐 달걀을 만드는 제조탕이 두 곳 있으며, 라듐 달걀 만들기 체험도 가능하다. 오노가와 온천은 섭씨 80도의 온천수를 채운 탕에 라듐 달걀을 만든다.
- 아라유 온센타마고 (荒湯の温泉卵) - 일본 효고현의 유무라 온천에서 만드는 온센타마고. 이곳 온천수의 원천인 '아라유' (荒湯)가 섭씨 98도로 매우 뜨겁기 때문에 온수가 따로 필요하지 않다. 담근 지 10분 정도면 온센타마고가 완성된다. 이곳을 방문하는 관광객들이 직접 날달걀을 아라유에 담그는 체험을 한다.
- 운젠 지고쿠타마고 (雲仙地獄たまご) - 일본 나가사키현 운젠시의 운젠 온천에 있는 지옥계곡 (地獄谷)에서 나오는 증기에 찜통을 사용해서 만드는 온센타마고다. 약간 유황 냄새가 나는 삶은 달걀이다. 달걀과 함께 제공하는 소금은 일반 소금이 아닌 온천에서 나온 소금을 쓰고 있다. 라무네와 같이 먹는 사람이 많다.
- 벳푸 온센타마고 (別府の温泉たまご) - 일본 오이타현 벳푸 온천의 벳푸팔탕 중 간나와 온천, 묘반 온천, 벳푸 지옥순례에서 달걀을 온천에 찌거나 삶아 만든 온센타마고로, 벳푸 온천의 명물로 꼽힌다. 온천의 증기열을 이용한 지옥가마 (地獄釜)에서 쪄낸 온센타마고가 많지만, 바다지옥에서 98도의 푸른 온천수에 대나무 바구니에 넣은 달걀을 직접 담가 삶은 '지옥 삶은달걀'도 유명하다.

## 같이 보기
- 삶은 달걀
- 반숙 달걀